# Grå törntrast
Grå törntrast (Colluricincla harmonica) är en fågel i familjen visslare inom ordningen tättingar.

## Utseende och läte
Grå törntrast är en robust sångfågel med en kraftig och spetsig näbb. Fjäderdräkten är genongående gråaktig förutom brunt på ryggen och en ljus fläck på tygeln. Ungfågeln liknar den adulta, dock med streckat bröst. Sången är mycket vacker, bestående av fem toner.

## Utbredning och systematik
Grå törntrast delas in i sex underarter med följande utbredning:
- Colluricincla harmonica tachycrypta – kustnära sydöstra Nya Guinea
- Colluricincla harmonica brunnea – norra Australien (Fitzroy River, Western Australia till nordvästra Queensland)
- Colluricincla harmonica superciliosa – norra Queensland (Torres sund och norra Kap Yorkhalvön)
- Colluricincla harmonica harmonica – östra Australien (norra och centrala Queensland till Victoria och östra South Australia)
- Colluricincla harmonica strigata – Tasmanien, King Island och Flinders Island (Bass sund)
- Colluricincla harmonica rufiventris – södra Australien (centrala och sydvästra Australien, Flinders Island)

Underarten tachycrypta inkluderas ofta i superciliosa.

## Levnadssätt
Grå törntrast bebor de flesta beskogade områdena. Den födosöker i par från marken upp till trädtopparna.

## Status och hot
Arten har ett stort utbredningsområde, men tros minska i antal, dock inte tillräckligt kraftigt för att den ska betraktas som hotad. Internationella naturvårdsunionen IUCN listar arten som livskraftig (LC).

## Bildgalleri

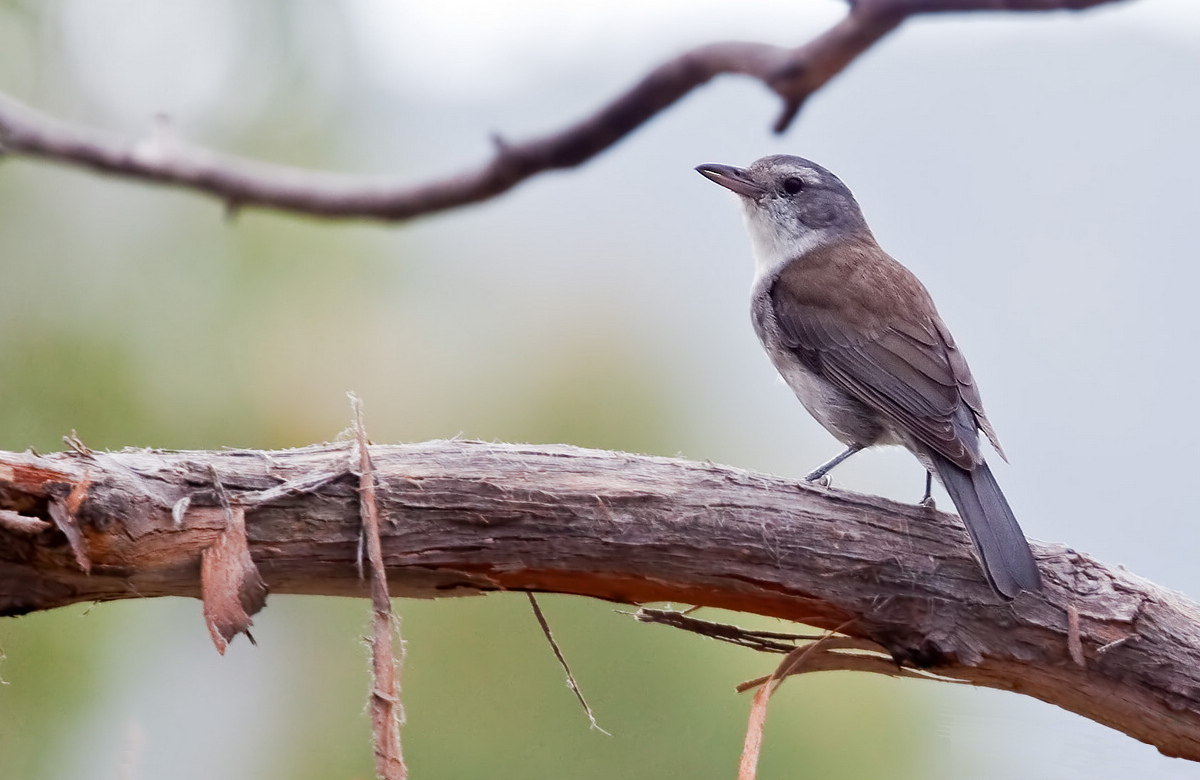
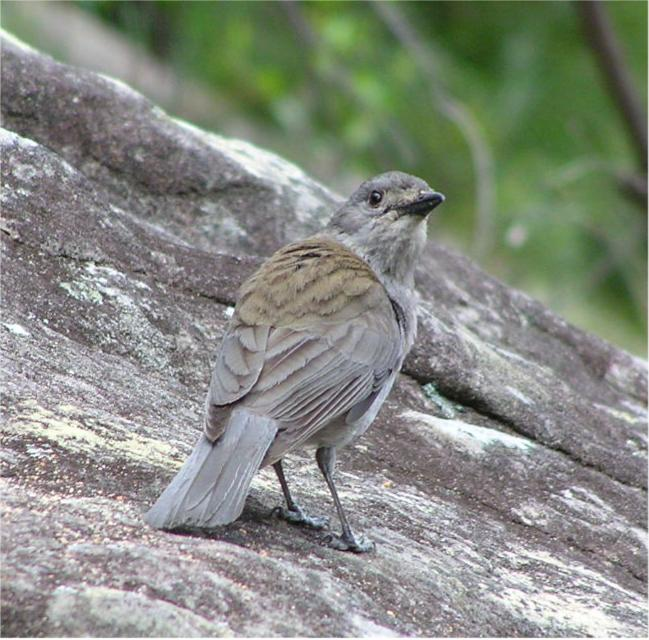
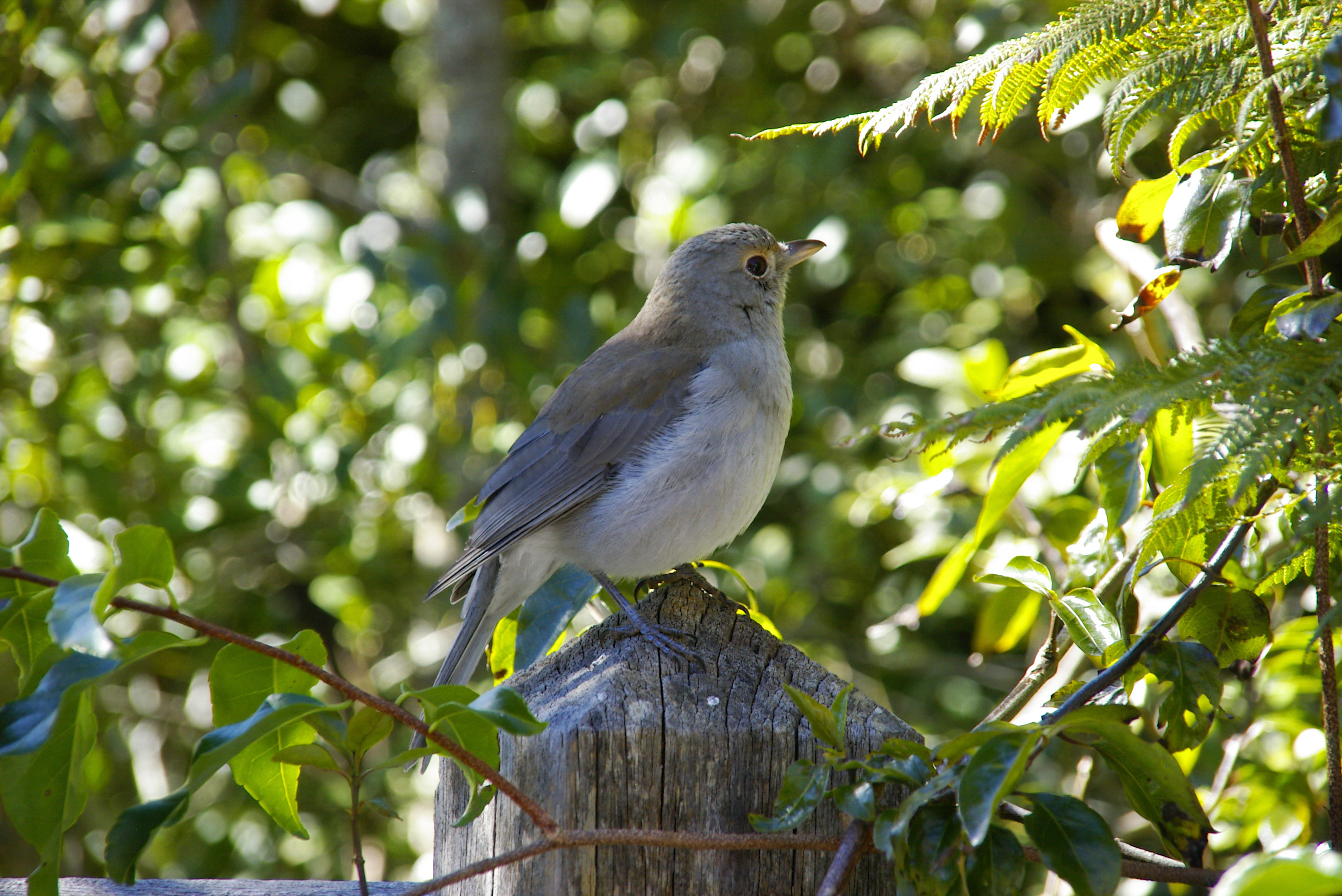
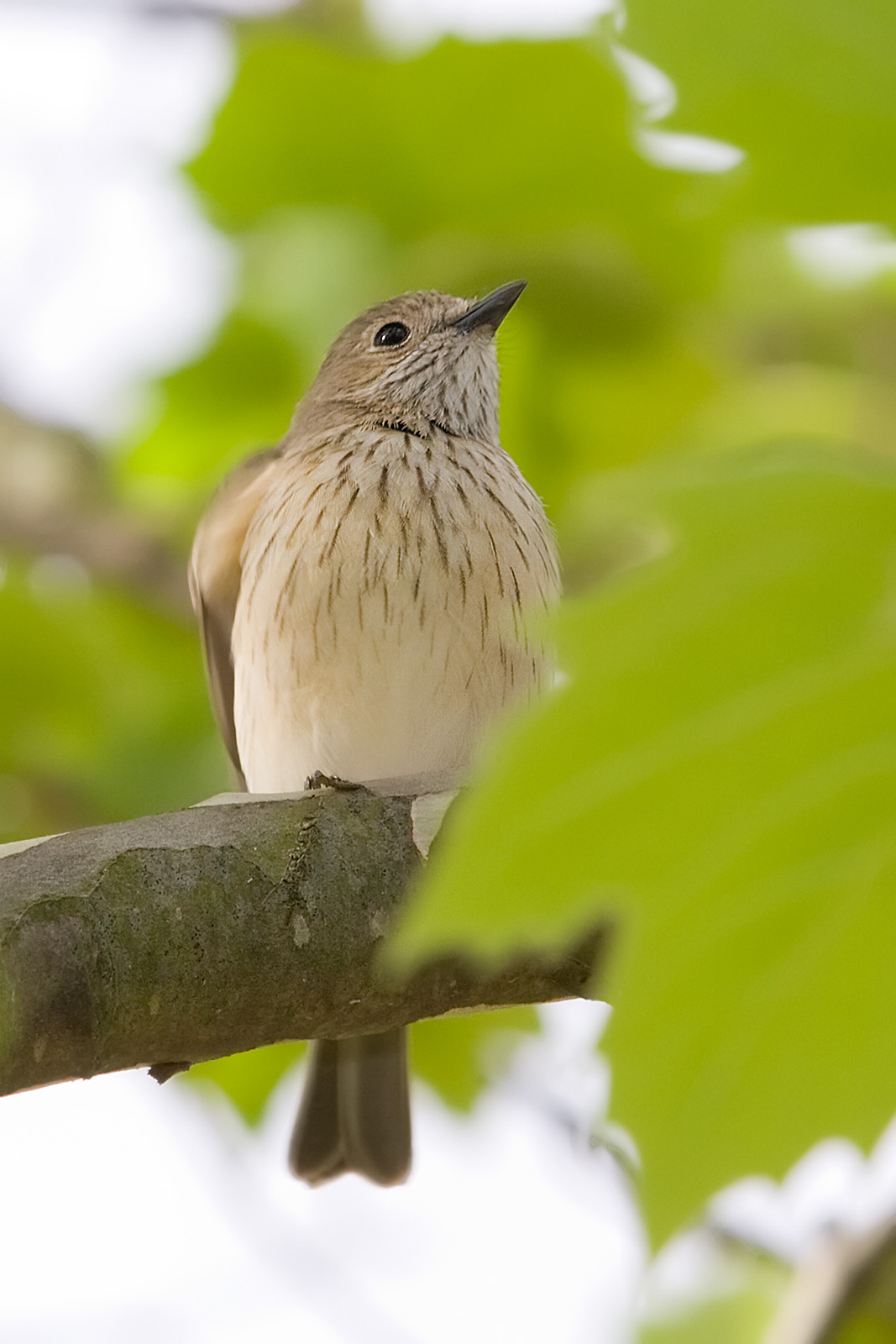
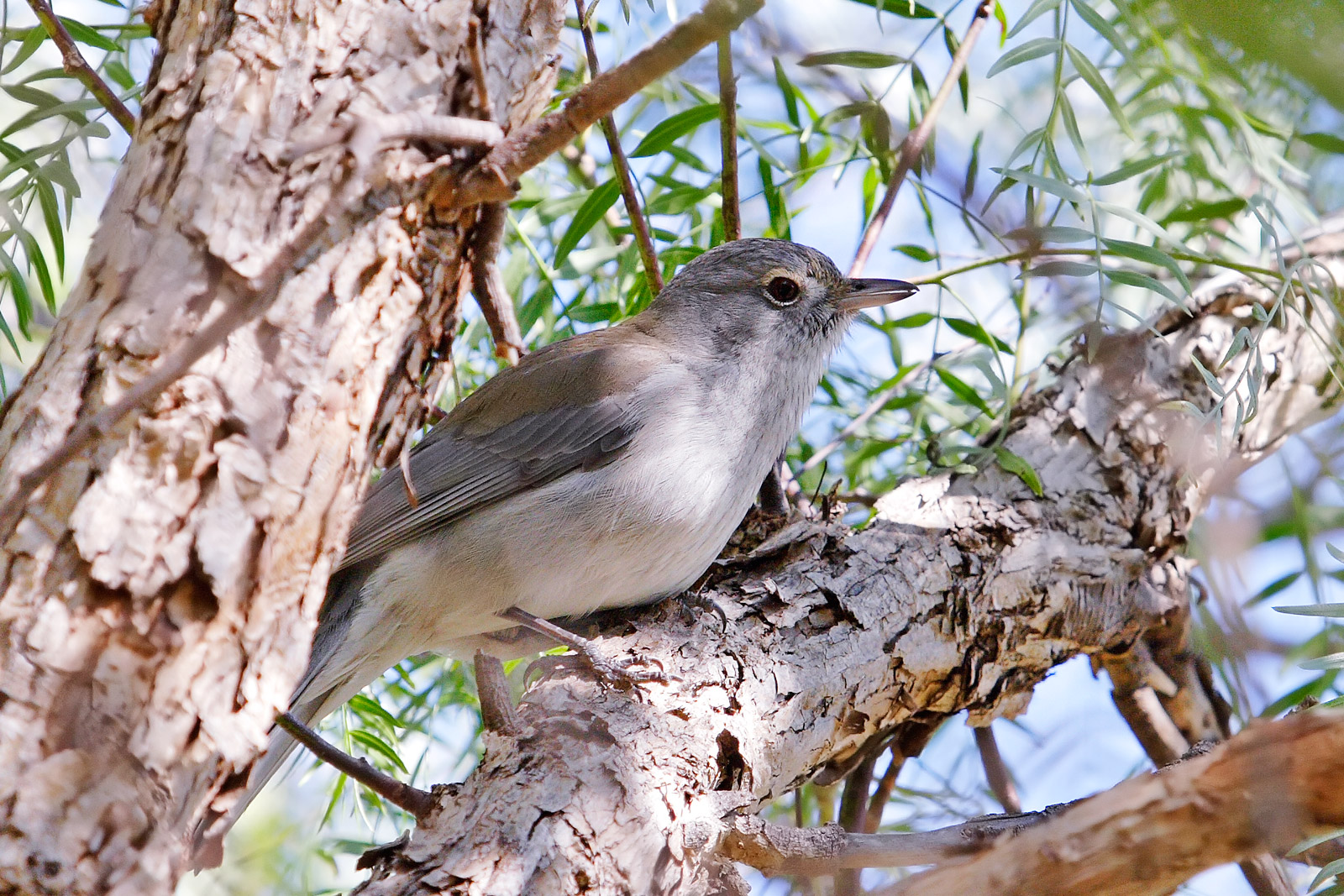